# Камний Поток
Камний Поток (словен. Kamni Potok) — поселення в общині Требнє, регіон Південно-Східна Словенія, Словенія.